# 斯圖爾特海峽
斯圖爾特海峽（英語：Stewart Strait）是南極洲的海峽，位於南喬治亞群島，處於伯德島和威利斯群島之間，在1775年由詹姆斯·庫克率領的英國探險隊繪入地圖，由英國海外領土管轄。